# Prix Emmanuel-Margouty
Groupe II
Le prix Emmanuel-Margouty est une course hippique de trot attelé se déroulant au mois de décembre sur l'hippodrome de Vincennes.
C'est une course de Groupe II réservée aux poulains de 2 ans, hongres exclus, ayant gagné au moins 3 000 €.
Le prix Emmanuel-Margouty se court sur la distance de 2 700 mètres (grande piste), départ volté, pour une allocation qui s'élève à 120 000 €, dont 54 000 € pour le vainqueur. Il se courait sur 2 175 mètres avant 2022.
Pour les mâles d'une génération, il s'agit de la toute première course de groupe II à Vincennes et elle permet de désigner le premier leader de cette génération. Toutefois, cette épreuve est le plus souvent remportée par des chevaux très précoces, qui connaissent parfois une carrière assez brève, et il est rare de relever de futurs cracks à son palmarès comme de Général du Pommeau en 1996 ou Ready Cash en 2007. Son équivalent pour les pouliches est le prix Une de Mai ayant lieu le lendemain ; avant sa création, le prix Emmanuel-Margouty était également ouvert aux femelles.
L'épreuve est créée sous ce nom en décembre 1954 et remplace dans le calendrier le Prix des Fougères. Comme pour quelques autres semi-classiques créés après guerre, la SECF honore l'un de ses membres, Emmanuel Margouty.

## Palmarès depuis 1964
| Année | Vainqueur          | Père               | Driver                  | Entraîneur               | Réd.km |
| ----- | ------------------ | ------------------ | ----------------------- | ------------------------ | ------ |
| 2024  | Mack de Blary      | Face Time Bourbon  | Théo Duvaldestin        | Thierry Duvaldestin      | 1'15"  |
| 2023  | Lovino Bello       | Village Mystic     | Éric Raffin             | Jocelyn Robert           | 1'14"8 |
| 2022  | Kaméhaméha         | Uniclove           | Éric Raffin             | Tomas Malmqvist          | 1'14"8 |
| 2021  | Just a Gigolo      | Boccador de Simm   | Franck Nivard           | Philippe Allaire         | 1'14"  |
| 2020  | Italiano Vero      | Ready Cash         | David Thomain           | Philippe Allaire         | 1'13'5 |
| 2019  | Helgafell          | Charly du Noyer    | Éric Raffin             | Philippe Allaire         | 1'13"5 |
| 2018  | Gotland            | Ready Cash         | Éric Raffin             | Philippe Allaire         | 1'14"9 |
| 2017  | File Gin           | Repeat Love        | Guillermo Roig-Balaguer | Guillermo Roig-Balaguer  | 1'14"5 |
| 2016  | Équinoxe           | Texas Charm        | Matthieu Abrivard       | Jacques Bruneau          | 1'14"1 |
| 2015  | Django Riff        | Ready Cash         | Yoann Lebourgeois       | Philippe Allaire         | 1'14"4 |
| 2014  | Cristal Money      | Coktail Jet        | Thierry Duvaldestin     | Thierry Duvaldestin      | 1'14"  |
| 2013  | Brillantissime     | Ready Cash         | Jos Verbeeck            | Philippe Allaire         | 1'14"7 |
| 2012  | Akim du Cap Vert   | First de Retz      | Franck Anne             | Franck Anne              | 1'13"2 |
| 2011  | Vaillant Cash      | Offshore Dream     | Pascal Malicki          | Pascal Malicki           | 1'13"8 |
| 2010  | Uno de la Chesnaie | Prince d'Espace    | Éric Raffin             | Sébastien Guarato        | 1'15"  |
| 2009  | Torino d'Auvillier | Ludo de Castelle   | William Bigeon          | Jean-Luc Bigeon          | 1'16"1 |
| 2008  | Showtime Bourbon   | Kaisy Dream        | Dominik Locqueneux      | Philippe Allaire         | 1'16"5 |
| 2007  | Ready Cash         | Indy de Vive       | Bernard Piton           | Philippe Allaire         | 1'16"2 |
| 2006  | Quick Wood         | Love You           | Jean-Pierre Dubois      | Jean-Pierre Dubois       | 1'14"4 |
| 2005  | Password           | Goetmals Wood      | Jean-Philippe Dubois    | Jean-Philippe Dubois     | 1'15"6 |
| 2004  | Ojipey Vinoir      | Hasting            | Michel Lenoir           | Jacques Bruneau          | 1'16"6 |
| 2003  | Niky               | Viking's Way       | Jean-Michel Bazire      | Laurent-Claude Abrivard  | 1'16"2 |
| 2002  | Mentor du Goutier  | Défi d'Aunou       | Bernard Piton           | Thierry Duvaldestin      | 1'15"6 |
| 2001  | L'As du Cap Vert   | Dahir de Prelong   | Franck Anne             | Franck Anne              | 1'17"  |
| 2000  | Ksar d'Algot       | Capriccio          | Dominik Locqueneux      | Pierre-Désiré Allaire    | 1'17"8 |
| 1999  | Jackpot du Relais  | Podosis            | Pierre Vercruysse       | Laurent-Claude Abrivard  | 1'17"8 |
| 1998  | Iton du Gite       | Riton du Gîte      | Sylvain Lelièvre        | Sylvain Lelièvre         | 1'16"8 |
| 1997  | Hello Jo           | Buvetier d'Aunou   | Jean-Étienne Dubois     | Jean-Étienne Dubois      | 1'17"1 |
| 1996  | Général du Pommeau | Sébrazac           | Jules Lepennetier       | Jules Lepennetier        | 1'18"8 |
| 1995  | Foreign Office     | Fakir du Vivier    | Jean-Philippe Mary      | Philippe Allaire         | 1'17"7 |
| 1994  | Easy to Drive      | Royal Ludois       | Philippe Allaire        | Philippe Allaire         | 1'18"6 |
| 1993  | Dingue de Moi      | Paso Fino          | Jean-Claude Morin       | Jean-Claude Morin        | 1'20"  |
| 1992  | Carus d'Occagnes   | James Pile         | Ali Hawas               | Ali Hawas                | 1'18"4 |
| 1991  | Bel Hêtre          | Hêtre Vert         | Yves Dreux              | Gilbert Lemière          | 1'19"4 |
| 1990  | Auxerrois          | Passionnant        | Bernard Oger            | Léopold Verroken         | 1'17"2 |
| 1989  | Voyou du Golfe     | Larabello          | Bernard Oger            | Léopold Verroken         | 1'19"1 |
| 1988  | Unshine            | Iobarko            | Bernard Oger            | Léopold Verroken         | 1'17"5 |
| 1987  | Twistess           | Elpenor            | Ghislain Fontenay       | Ghislain Fontenay        | 1'18"3 |
| 1986  | Satan des Acres    | Hillion Brillouard | Guy Verva               | Fernand-Floribert Dubois | 1'19"7 |
| 1985  | Radiant du Val     | Éole Grandchamp    | Jean-Pierre Dubois      | Jean-Pierre Dubois       | 1'19"9 |
| 1984  | Quarisso           | Fakir du Vivier    | Jean-Philippe Dubois    | Jean-Pierre Dubois       | 1'22"8 |
| 1983  | Pontcaral          | Chambon P          | Ali Hawas               | Ali Hawas                | 1'22"1 |
| 1982  | Orco               | Carlo d'Orsay      | Gérard Mascle           | Domingo Perea            | 1'21"6 |
| 1981  | Nana Prior         | Vat                | Michel Desmarres        | Michel Desmarres         | 1'22"1 |
| 1980  | Moscantido         | Toscan             | Gérard Mottier          | Gérard Mottier           | 1'24"1 |
| 1979  | Lotus du Trèfle    | Canino             | Ali Hawas               | Ali Hawas                | 1'21"3 |
| 1978  | Kaolino            | Quasipyl           | Philippe Rouer          | André Rouer              | 1'23"1 |
| 1977  | Jouet des Vosges   | Patara             | Roger Vercruysse        |                          | 1'22"3 |
| 1976  | Iboga              | Défi de Pompadour  | Gérard Mascle           |                          | 1'23"2 |
| 1975  | Héléacruz          | Voltaire H         | Guy Després             |                          | 1'23"9 |
| 1974  | Gibus de Ranville  | Titus Grandchamp   | D. Pouchard             |                          | 1'22"9 |
| 1973  | Fée des Baux       | Twist B II         | B. Hue                  |                          | 1'22"9 |
| 1972  | Équiléo            | Paléo              | Michel-Marcel Gougeon   |                          | 1'23"7 |
| 1971  | Doranic d'Ovillars | Chabrier           | G. Thierry              |                          | 1'22"1 |
| 1970  | Cabanon Royal      | Tigre Royal        | J.-C. Vanstenberg       |                          |        |
| 1969  | Bébé du Parnasse   | Forator            | R. Bricaud              |                          | 1'23"8 |
| 1968  | Alexis III         | Narioca            | André-Denis Ollivaud    |                          | 1'23"9 |
| 1967  | Volnay II          | Faon Kairos        | A. Ollivaud             |                          | 1'24"9 |
| 1966  | Ulysse Mab         | Ferrante M         | J.-É. Thorn             |                          | 1'22"5 |
| 1965  | Toscan             | Kerjacques         | Michel-Marcel Gougeon   |                          | 1'25"4 |
| 1964  | Santa Maria III    | Épi d'Or           | Léopold Verroken        |                          | 1'24"1 |

## Sources
- Pour les conditions de course et les dernières années du palmarès : site de la SETF
- Pour les courses plus anciennes :
  - site trot.courses-france.com - Prix Emmanuel Margouty (1980-2009)
  - archives des quotidiens  (Ouest-France, Sud-Ouest…)